# Charilaos Vasilakos
Charilaos Vasilakos (1875, Pireus – 1. prosince 1969, Atény) byl řecký atlet, vytrvalostní běžec, držitel stříbrné medaile z 1. letních olympijských her 1896 v Aténách v maratonu a vůbec první člověk historie, který maratonský běh vyhrál, když vyhrál kvalifikační závod pro olympiádu.

## Životopis
Narodil se v Pireu (některé prameny uváději Trípoli v Arkádii) jako nejstarší ze tří sourozenců. Jeho otec Michael Vasilakos pocházel z jihu Peloponésu z poloostrova Mani a sloužil v armádě, zemřel, když bylo chlapci čtrnáct let. Charilaos Vasilakos se stal členem sportovního klubu Panellinios. Vystudoval právo na Aténské univerzitě a pracoval pak jako celní úředník v Aténách. Měl pověst čestného a poctivého pracovníka. V roce 1960 mu král Pavel udělil státní vyznamenání – Zlatý kříž řádu Phoenixu. Zemřel v Aténách a je pohřben v Pireu.

## Sportovní kariéra
22. března 1896 uspořádalo Řecko první moderní Panhelénské hry, které měly být kvalifikací pro účast řeckých sportovců na olympijských hrách. Jejich součástí byl i první maratónský běh historie na budoucí olympijské trati z Marathonu do Atén (tehdy trať měřila kolem 40 km). Vasilakos se stal jeho vítězem. Po olympijských hrách se účastnil řady závodů v Řecku a pomáhal s jejich organizací, v roce 1900 vyhrál první řecký závod v chůzi (na 1000 m), závodil až do roku 1906.

## Olympijský maraton 1896
Na start prvního olympijského závodu se v Marathonu postavilo nakonec 17 odvážlivců, z nichž jenom osm doběhlo na atletický ovál antického stadionu v Aténách. Tempo zpočátku udávali medailisté ze závodu na 1500 m, dlouho vedl Albin Lermusiaux, za ním se vydali Edwin Flack a Arthur Blake, ale všichni své síly přecenili, úmorné vedro a mizerná silnice se na nich podepsaly a nakonec všichni tři vzdali a první místo přepustili Spiridonu Louisovi, za nímž o sedm minut později přiběhl Vasilakos a získal pro sebe stříbrnou medaili. Třetí doběhl další Řek Spyridon Belokas, ale ten byl po protestu maďarského vytrvalce Gyuly Kellnera diskvalifikován, protože část trati jel údajně na nějakém povoze.

V tomto článku byl použit překlad textu z článku Charilaos Vasilakos na anglické Wikipedii.